# 琳达·库珀
琳达·库珀（英語：Linda Cooper，1944年7月19日—），美国女子跳水运动员。她曾代表美国参加1963年泛美运动会跳水比赛，获得一枚金牌。她也曾参加1964年夏季奥林匹克运动会。